# Postalesio
Postalesio é uma comuna italiana da região da Lombardia, província de Sondrio, com cerca de 609 habitantes. Estende-se por uma área de 10 km², tendo uma densidade populacional de 61 hab/km². Faz fronteira com Berbenno di Valtellina, Caiolo, Castione Andevenno, Cedrasco, Fusine, Torre di Santa Maria.

## Demografia
| Variação demográfica do município entre 1861 e 2011                               |
|                                                                                   |
| Fonte: Istituto Nazionale di Statistica (ISTAT) - Elaboração gráfica da Wikipedia |